# Друя
Дру́я (бел. Друя) — агрогородок с 2009 года (ранее посёлок городского типа) в Браславском районе Витебской области Республики Беларусь. Административный центр Друевского сельсовета. Население — 865 человек (2019).

## География
Агрогородок расположен на границе с Латвией, на левом берегу Западной Двины у впадения в неё реки Друйки. На противоположном берегу находится латвийский посёлок Пиедруя.

### Пограничная зона
Друя находится в пограничной зоне Республики Беларусь, въезд в которую для граждан Беларуси и её резидентов свободный по предъявлению документа. Граждане других стран, не являющиеся резидентами Республики Беларусь, должны заказывать пропуска, срок оформления которых составляет 5 дней. На данный момент, граждане России и других стран, могут посетить Друю, предварительно оплатив госпошлину в Беларуси.

### Транспорт
Из Друи курсирует составной пассажирский поезд на Минск и Витебск; автобусы Друя — Браслав.

## Этимология
Название населённого пункта происходит от реки Друя (современная Друйка).

## История
Впервые Друя упоминается в «Хронике Польской, Литовской, Жомойтской и всея Руси» М. Стрыйковского (около 1386 года), когда она была занята князем Андреем Ольгердовичем. Однако, возможно, существует и более раннее упоминание от 1377 года, связанное с одним из первых случаев применения против Руси огнестрельного оружия. Селение возникло на крупном торговом пути и административно подчинялось Полоцку. В XIV—XVIII веках на левом берегу Западной Двины существовал Друйский замок. С 1490 года Друя принадлежала князьям Масальским. В 1515 году город был сожжён войсками Великого княжества Московского, воевавшего с ВКЛ. Согласно Полоцкой ревизии 1552 года в Друе насчитывалось 136 домов. После реформы 1565—1566 годов город вошёл в состав Браславского повета.
В XVI веке здесь было создано рукописное Друйское евангелие. В 1619 году часть Друи, принадлежащая Сапегам (Сапежин) получила Магдебургское право и Друя получила официальный герб. В 1632 году город был вновь разрушен войсками царя Михаила Фёдоровича.
В 1643 году подканцлером литовским Казимиром Львом Сапегой построен монастырь бернардинцев и Троицкий костел. C XVIII века известна в городе  Чудотворная икона Милосердной Божией Матери, список иконы Милосердной Богородицы Элевсинской (Кик), хранившейся на Кипре с XII века в монастыре на горе Кикос.
Во времена ВКЛ в Друе уживались различные религии, от Католичества и Протестантства до Православия и Иудаизма. В Друе находилась одна из самых больших синагог в Речи Посполитой, которая была сожжена во время Второй мировой, а позже разобрана на печи и сараи.
С 1793 года Друя в составе Дисненского уезда Российской империи.
2-3 июля 1812 года командир авангарда корпуса Витгенштейна генерал-майор Кульнев провёл при Друе успешный арьергардный бой, уничтожив несколько кавалерийских частей корпуса Удино и – захватив в плен французского генерала.
В 1897 году в городе проживали 4 742 человек — 3 006 евреев, 1 157 белорусов, 377 русских, 182 поляка.

### В составе Польской республики
Согласно Рижского мирного договора 1921 года Друя с 1921—1939 г. в составе Польши, местечко в Браславском повете Виленского воеводства, центр гмины, 514 домов, 3375 жителей (1931). В 1933 году до Друи была продлена тупиковая железнодорожная линия от Воропаево; на открытии регулярного движения присутствовал польский премьер-министр. В Друе располагались польские пограничные части (в том числе эскадронов Корпуса охраны пограничья), таможня. В 1923—1939 г. действовал Друйский монастырь отцов-мариан, при котором работала гимназия.

### В составе БССР
Во время немецкой оккупации в 1941 году в Друе было создано еврейское гетто, жителей которого позже расстреляли. На месте расстрела, возле реки Друйка, еврейское общество установило стелу. Также восстановлено кладбище, где были захоронены евреи, которые жили здесь ранее.
В послевоенное время в Друе сняли два фильма: "Война под крышами" и "Высокая кровь", в первом снимался Владимир Высоцкий. Также в Друе бывал известный писатель Владимир Короткевич.
После вхождения в состав СССР Друя первоначально входила в состав Миорского района (до 1944 года — Вилейской области, в 1944—1954 — Полоцкой области, в 1954—1960 годах — Молодечненской области). 18 июля 1963 года посёлок передан в состав Браславского района.

## Население
- 2009 год — 1149 человек[8].
- 2019 год — 865 человек.

## Образование
Действуют средняя школа, музыкальная школа и детский сад. До начала 2020-х действовал детский дом семейного типа.

## Культура
- Дом культуры
- Историко-краеведческий музей ГУО "Друйская средняя школа". В коллекциях музея много необычных раритетов, начиная от старинных ценных монет и заканчивая фрагментами аутентичной керамики и уникальных городских фонарей. Часть экспозиции посвящена узкоколейке «Друя-Дукштас»: можно увидеть части стрелочных механизмов, инструменты, старые фотографии, почитать воспоминания работников узкоколейки.

## Достопримечательности
- Борисов камень с надписями (XII в.), был извлечён из устья реки Друйки
- Ансамбль бывшего монастыря бернардинцев: Костёл Святой Троицы (1643—1646). Фрагмент декоративной композиции в главном алтаре, жилой корпус, ограда с воротами (1778) —  Историко-культурная ценность Республики Беларусь, шифр 212Г000185
- Благовещенская церковь (1687), восстанавливается с 2012
- Восстановленное Еврейское кладбище (с 1542)
- Синагога (конец XIX в.)
- Усадьба (XIX в.), в том числе дом, хозпостройка и парк
- Церковь святых Петра и Павла (XVIII в.?) — сохранилась частично
- Церковь св. Георгия (XIX в.) — деревянная
- Церковь старообрядческая (2-я половина XX в.) — за руинами башни Петропавловской церкви
- Фрагменты застройки (нач. XX в.)
- Мост через Друйку
- Руины колокольни Петропавловской церкви (XVIII в.)
- Остатки парка (XVIII век) —  Историко-культурная ценность Республики Беларусь, шифр 212Г000185
- Братская могила (1941-1944), в центре поселка, в сквере —  Историко-культурная ценность Республики Беларусь, шифр 213Д000187

### Памятник, скульптура
- Обелиск генералу-майору Я. П. Кульневу
- Мемориальный знак в память о бой 1812 г.

### Утраченное наследие
- Костёл святого Антония и монастырь доминиканцев
- Друйский монастырь отцов мариан

## Галерея
- Костёл Святой Троицы
- Костёл Святой Троицы
- Здание бывшей синагоги. Художник А. Наливаев.
- На улице села
- Борисов камень на берегу Западной Двины. Через реку — Латвия.
- Борисов камень
- Вид на Друю